# Hilda Furacão (mini-série)
Hilda Furacão (en anglais : Hurricane - en français : Ouragan) est une mini-série brésilienne produite par TV Globo et diffusée par la chaîne du 27 mai au 23 juillet 1998, totalisant  32 épisodes.
Elle a été écrite par Glória Perez, réalisée par Wolf Maya, Maurício Farias et Luciano Sabino, avec Wolf Maya comme directeur général et directeur principal.
La mini-série se centre sur Hilda, personnage du roman éponyme Hilda Furacão de Roberto Drummond, s'étant lui-même basé sur l'histoire de jeunesse de la prostituée Hilda Maia Valentim, connue dans le quartier bohème de Belo Horizonte sous le nom de Hilda Furacão,. L'histoire se déroule entre 1959 et 1964, période d'avant la dictature militaire, et se termine après le coup d'État de 1964 au Brésil.

## Histoire
Nés et élevés ensemble, Malthus (Rodrigo Santoro), Aramel (Thiago Lacerda) et Roberto (Danton Mello) sont connus à Santana dos Ferros comme « les trois mousquetaires ». Après avoir obtenu leur diplôme de fin d'études secondaires, ils se rendent tous les trois à Belo Horizonte, avec un rêve en tête : Malthus, lui, souhaite devenir un saint et entrer au couvent des Dominicains ; Aramel veut devenir un artiste de cinéma à Hollywood ; et Roberto désire participer à la révolution qui changerait le monde : celle de la montée du communisme.
Hilda Hurricane raconte l'histoire d'une jeune fille de la haute société, autrefois connue dans le country club comme « la fille au bikini doré ».
Au son de Túnel do Amor, de Celly Campello, nous rencontrons Hilda Müller (Ana Paula Arósio), qui, prête à se marier, abandonne après une surprenante révélation de la cartomancienne Madame Janete (Arlete Salles), son cercle familial et sa bonne réputation pour finir dans un bordel à Belo Horizonte. Entourée de prostituées, de clochards, de travestis et de proxénètes, elle entre au Marvelous Hotel et prend la chambre 304. L'énigme commence. Mais qu’est-ce qui a poussé la riche Hilda Müller à devenir la prostituée Hilda Furacão? C'est dans ce contexte, que le journaliste Roberto essaye de soutirer une réponse de Hilda ; et que le frère Malthus, estime pouvoir accomplir un miracle : exorciser le démon d'Hilda lors de la nuit de l'exorcisme.
Une grande manifestation populaire pour mettre fin aux maisons closes met en conflit la société qui défend la morale et les bonnes coutumes, dirigée par Loló Ventura (Eva Todor), et les habitants du Marvelous Hotel, renforcés par les fortes personnalités Maria Man-killer (Rosi Campos) et Thin-waist (Matheus Nachtergaele). Le duel entre Hilda et frère Malthus s'intensifie. Le conflit général implique même les intérêts politiques des puissants de la région, comme Tonico Mendes (Stênio Garcia), l'excentrique propriétaire de l'hôtel Financial, où il vit avec son jaguar, Tereza.
Pour tenter de restaurer la moralité d'Hilda, le frère Malthus apprend du père Nelson (Paulo Autran), son plus grand conseiller religieux, que s'il veut vraiment être un saint, il doit se tenir à l'écart du vin et des femmes. Le père Nelson révèle ce que tout le monde savait déjà : il y a de l'amour entre Hilda et Malthus. Une forte attraction entre la vertu et l'immoralité. Mais, après tout, l'amour n'existe-t-il pas chez tout le monde ?

## Casting
|                                                |
| Ana Paula Arósio a joué la protagoniste Hilda. |

|                                          |
| Rodrigo Santoro jouait le frère Malthus. |

|                                        |
| Thiago Lacerda a joué l'acteur Aramel. |

|                                           |
| Tereza Seiblitz a joué la naïve Gabriela. |

|                                       |
| Maria Maya a joué la communiste Zora. |

| Interprète           | Personnage                             |
| -------------------- | -------------------------------------- |
| Ana Paula Arósio     | Hilda Gualtieri Müller (Hilda Furacão) |
| Rodrigo Santoro      | Frei Malthus                           |
| Danton Mello         | Roberto Drummond                       |
| Paulo Autran         | Padre Nelson                           |
| Eva Todor            | Loló Ventura                           |
| Rogério Cardoso      | Ventura                                |
| Thiago Lacerda       | Aramel                                 |
| Matheus Nachtergaele | Cintura Fina                           |
| Rosi Campos          | Maria Tomba-Homem                      |
| Walderez de Barros   | Ciana (Emerenciana Drummond)           |
| Débora Duarte        | Sãozinha (Conceição Drummond)          |
| Zezé Polessa         | Neném                                  |
| Cininha de Paula     | Lucianara                              |
| Stênio Garcia        | Tonico Mendes                          |
| Paloma Duarte        | Leonor                                 |
| Cláudia Alencar      | Divinéia                               |
| Luís Mello           | Padre Ciro                             |
| Tereza Seiblitz      | Gabriela M                             |
| Sérgio Loroza        | M.C.                                   |
| Anselmo Vasconcellos | Jabuti                                 |
| Ricardo Blat         | Cidinho                                |
| Chico Diaz           | Orlando Bonfim                         |
| Carolina Kasting     | Bela B                                 |
| Tatiana Issa         | Dorinha                                |
| Marcos Frota         | Padre Geraldo                          |
| Guilherme Karan      | João Dindim                            |
| Iara Jamra           | Beata Fininha                          |
| Ivan Cândido         | Delegado Procópio                      |
| Mara Manzan          | Nevita                                 |
| Marcos Oliveira      | Zé Viana                               |
| Carlos Gregório      | Alencastro                             |
| Caio Junqueira       | Demétrio                               |
| Daniel Boaventura    | Zico                                   |
| Maria Maya           | Zora                                   |
| Walther Verve        | Alves                                  |
| Elaine Mickely       | Rosa                                   |
| Fernanda Badauê      | Lucília                                |
| Zezeh Barbosa        | Guiomar                                |
| Guga Coelho          | Vitinho                                |
| Dary Reis            | Nelson Sargento                        |
| Sarah Lavigne        | Anita                                  |
| Cláudio Galvan       | Zé do Raimundo                         |
| Marilena Cury        | Alição                                 |
| Yachmin Gazal        | Alice                                  |
| Thaís Tedesco        | Alicinha                               |
| Priscila Luz         | Lurdinha                               |
| Henri Castelli       | Celso                                  |
| Renato Rabello       | Padre Guido                            |
| Adriana Zattar       | Sarita                                 |
| Márcia Barros        | Dulce                                  |
| Maria Gladys         | Cecília                                |
| Alexandre Moreno     | Enéas                                  |
| Marcelo Brou         | Vasco                                  |
| Luís Cláudio Jr.     | Dudu                                   |

### Participations spéciales
| Interprète         | Personnage               |
| ------------------ | ------------------------ |
| Arlete Salles      | Madame Janet             |
| Carlos Véreza      | Lorca                    |
| Mario Lago         | Olaf                     |
| Tarcísio Meira     | Colonel Pocidonio        |
| Stépan Nercessian  | Goiano                   |
| Eloïsa Mafalda     | Clotilde                 |
| Paulo Betti        | Délégué Renciso          |
| Éliane Giardini    | Berta Müller             |
| Henri Pagnocelli   | Muller                   |
| Roberto Bonfim     | Colonel Filogônio Flores |
| Pedro Bricio       | Juca                     |
| Paulo César Pereio | Rouge                    |
| Suzana Gonçalves   | Yara Tupinamba           |

## Production
La mission d'adapter le livre Hilda Furacão pour la télévision a été confiée à Glória Perez par Mário Lúcio Vaz, alors directeur de Central Globo de Produções. Perez a fini par s'occuper d'autres travaux, et le concept d' Hilda est passé par plusieurs auteurs potentiels jusqu'à ce qu'il lui revienne en 1997. Pour représenter les années 60, Pérez s'est entretenu avec des militants de l'époque, parmi lesquels Mário Lago (également membre du casting) et Apolônio de Carvalho.
Ana Paulo Arósio, alors embauchée par Sistema Brasileiro de Televisão (SBT), a été spécialement affectée à Globo pour la mini-série. L'idée du casting est venue du réalisateur Wolf Maya.
Les scènes de la ville fictive de Santana dos Ferros ont été enregistrées à Tiradentes, où la production a temporairement fermé les rues et modifié les façades. L' Hôtel Glória, dans la ville de Rio de Janeiro, se faisait passer pour le Minas Tênis Clube, et la mairie de Niterói faisait office de mairie de Belo Horizonte.

## Rediffusions
Le 19 juillet 2021, la mini-série entre dans le catalogue de la plateforme Globoplay.
Hilda Furacão a été vendue à des pays tels que :
- Angola
- Argentine
- Cap-Vert
- Chili
- Honduras
- Mexique
- Paraguay
- Pérou
- Portugal
- République dominicaine
- Russie
- Uruguay
- Venezuela

## Bande sonore
- Resposta ao Tempo - Nana Caymmi
- You Are My Destiny - Paul Anka
- You Are My Destiny - Doris Day
- Sonhar Contigo- Adilson Ramos
- Boneca Cobiçada - Palmeira et Biá
- Balada Triste - Agostinho dos Santos
- ue Queres Tu de Mim - Altemar Dutra
- Nossos Momentos - Elizeth Cardoso
- Quem é - Silvinho
- Molambo - Roberto Luna
- Meditação - Maysa (thème de Hilda)
- C'est si Bon - Eartha Kitt
- Kalu - Angela Maria
- Só Danço Samba - Trio Tamba
- Túnel do Amor - Celly Campelo
- Chega de Saudade - Tom Jobim